# Jovan Rajs
Jovan Rajs, född 25 juli 1933 i Bečkerek i Jugoslavien, är en svensk läkare och Förintelseöverlevare. Han är professor emeritus i rättsmedicin vid Karolinska Institutet. Han är gift med Dina Rajs. Makarna  erhöll 2020 Raoul Wallenbergpriset för sitt arbete med att sprida kunskap om Förintelsen.

## Biografi
Rajs var mellan december 1944 och april 1945 internerad i koncentrationslägret Bergen-Belsen, då han tillhörde den judiska minoriteten.  I andra världskrigets slutskede fördes han till Theresienstadt, ur vilket han befriades den 8 maj 1945. Han tog studentexamen 1952 och fortsatte sedan studier i medicin i Belgrad där han avlade läkarexamen 1964. År 1968 blev han efter vidare studier specialist i rättsmedicin. Rajs var forskningsassistent vid Rättsmedicinska institutionen vid Medicinska fakulteten i Belgrad 1960–1968 och senare samma år flyttade han med fru och två barn till Sverige. År 1968–1974 var han verksam som läkare vid patologiska avdelningen på Universitetssjukhuset i Linköping. År 1971 blev han specialist inom patologi i Sverige och behörig rättsläkare 1975. Mellan år 1974 och 1986 verkade han vid Statens rättsläkarstation i Solna. Han blev medicine doktor vid Karolinska Institutet 1978 och erhöll en docentur 1980. År 1986 blev han professor i rättsmedicin vid Karolinska Institutet. Från 1986 till 1995 var han, förutom sin professur, föreståndare för Statens rättsläkarstation i Solna. År 1995–1999 var han, parallellt med sin tjänst vid rättsläkarstationen, överläkare vid Rättsmedicinalverkets rättsmedicinska avdelning.

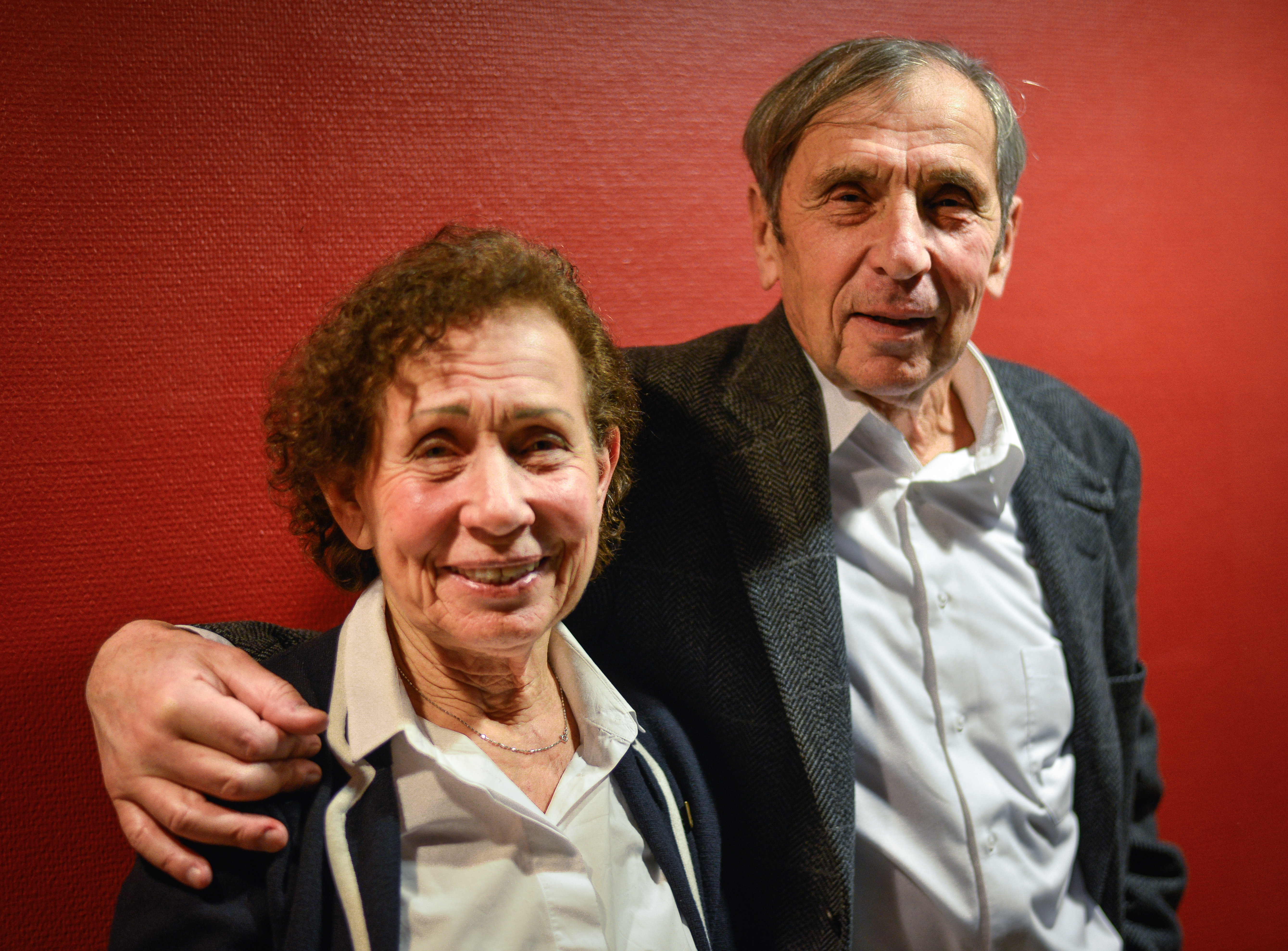
Jovan Rajs med hustrun Dina Rajs i samband med deras föreställning "Har du träffat Hitler?" på TeaterStudio Lederman i Stockholm 2015.

## Uppmärksammade fall
Efter mordet på Olof Palme i februari 1986 utförde Jovan Rajs, tillsammans med sina kollegor Milan Valverius och Kari Ormstad, obduktionen av kroppen. Obduktionen genomfördes på Statens Rättsläkarstation i Solna.
Rajs vittnade vid rättegångarna i Da Costa-fallet 1988 som ett av åklagarens huvudvittnen. I en skadeståndsprocess vid Attunda tingsrätt 2009 meddelade Rajs att han "står för mitt obduktionsutlåtande som slog fast att Catrine da Costa blev mördad och att styckningen av henne hade aggressiva, sadistiska och sexuella inslag", men att han i likhet med de tidigare rättegångarna för drygt 20 år sedan inte heller nu ville peka ut någon person som skyldig.
Rajs genomförde tillsammans med Jan Lindberg den tredje obduktionen av Osmo Vallo, som avled 1995 efter ett polisingripande. De drog vid den obduktionen slutsatsen att ”såsom huvuddödsorsak måste betraktas det mot honom övade våldet”.

## Filmografi i urval
- 2005 – Styckmordet (Berättelsen om en rättsskandal)